# Verein für Leibesübungen von 1899 2022-2023
Questa voce raccoglie le informazioni riguardanti il Verein für Leibesübungen von 1899 nelle competizioni ufficiali della stagione 2022-2023.

## Stagione
Nella stagione 2022-2023 l'Osnabrück, allenato da Daniel Scherning, Tim Danneberg e Tobias Schweinsteiger, concluse il campionato di 3. Liga al 3º posto e fu promosso in 2. Bundesliga.

## Rosa
| N. |                     | Ruolo | Calciatore         |
| -- | ------------------- | ----- | ------------------ |
| 1  | Germania (bandiera) | P     | Daniel Adamczyk    |
| 3  | Germania (bandiera) | D     | Florian Kleinhansl |
| 4  | Germania (bandiera) | D     | Maxwell Gyamfi     |
| 6  | Germania (bandiera) | C     | Sven Köhler        |
| 7  | Germania (bandiera) | A     | Sören Bertram      |
| 8  | Germania (bandiera) | C     | Robert Tesche      |
| 9  | Germania (bandiera) | A     | Erik Engelhardt    |
| 10 | Germania (bandiera) | C     | Oliver Wähling     |
| 11 | Germania (bandiera) | A     | Ba-Muaka Simakala  |
| 13 | Germania (bandiera) | C     | Lukas Kunze        |
| 15 | Germania (bandiera) | C     | Paterson Chato     |
| 16 | Germania (bandiera) | D     | Henry Rorig        |
| 17 | Germania (bandiera) | A     | Felix Higl         |
| 19 | Germania (bandiera) | A     | Leandro Putaro     |

| N. |                     | Ruolo | Calciatore         |
| -- | ------------------- | ----- | ------------------ |
| 20 | Germania (bandiera) | A     | Marc Heider        |
| 21 | Germania (bandiera) | P     | Laurenz Beckemeyer |
| 22 | Germania (bandiera) | P     | Philipp Kühn       |
| 23 | Germania (bandiera) | D     | Omar Traoré        |
| 24 | Austria (bandiera)  | D     | Manuel Haas        |
| 25 | Germania (bandiera) | D     | Niklas Wiemann     |
| 28 | Germania (bandiera) | A     | Noel Niemann       |
| 29 | Germania (bandiera) | D     | Davide Itter       |
| 30 | Germania (bandiera) | A     | Emeka Oduah        |
| 32 | Germania (bandiera) | C     | Jannes Wulff       |
| 33 | Germania (bandiera) | D     | Timo Beermann      |
| 38 | Germania (bandiera) | A     | Kevin Wiethaup     |
| 39 | Germania (bandiera) | D     | Yigit Karademir    |

## Organigramma societario
Area tecnica
- Allenatore: Tobias Schweinsteiger
- Allenatore in seconda: Tim Danneberg, Martin Heck
- Preparatore dei portieri: Marcel Höttecke
- Preparatori atletici: Mathis Beckmann, Tim Schütte, Sebastian Schwermann

## Calciomercato

### Sessione estiva
| Acquisti | Acquisti        | Acquisti             | Acquisti |
| R.       | Nome            | da                   | Modalità |
| -------- | --------------- | -------------------- | -------- |
| A        | Noel Niemann    | Arminia Bielefeld    |          |
| P        | Daniel Adamczyk | Colonia II           |          |
| C        | Paterson Chato  | Türkgücü             |          |
| A        | Erik Engelhardt | Energie Cottbus      |          |
| D        | Maxwell Gyamfi  | Amburgo II           |          |
| A        | Leandro Putaro  | Verl                 |          |
| D        | Henry Rorig     | Magdeburgo           |          |
| D        | Benas Šatkus    | Norimberga II        |          |
| C        | Robert Tesche   | Bochum               |          |
| C        | Jannes Wulff    | TSV Steinbach Haiger |          |

| Cessioni | Cessioni             | Cessioni        | Cessioni |
| R.       | Nome                 | a               | Modalità |
| -------- | -------------------- | --------------- | -------- |
| D        | Maurice Trapp        | Magonza II      |          |
| P        | Tim Wiesner          | Verl            |          |
| D        | Lukas Gugganig       | Altach          |          |
| C        | Sebastian Klaas      | Paderborn       |          |
| A        | Arvin Moulai         | Liria           |          |
| A        | Aaron Opoku          | Amburgo         |          |
| C        | Ulrich Taffertshofer | Erzgebirge Aue  |          |
| A        | Andrew Wooten        | Preußen Münster |          |

### Sessione invernale
| Acquisti | Acquisti       | Acquisti     | Acquisti |
| R.       | Nome           | da           | Modalità |
| -------- | -------------- | ------------ | -------- |
| D        | Niklas Wiemann | Rödinghausen |          |

| Cessioni | Cessioni      | Cessioni        | Cessioni |
| R.       | Nome          | a               | Modalità |
| -------- | ------------- | --------------- | -------- |
| D        | Benas Šatkus  | Banga Gargždai  |          |
| A        | Jannik Zahmel | Blau-Weiß Lohne |          |

## Risultati

### 3. Liga

#### Girone di andata
| Arbitro: | Hanslbauer |

|            |           |  |
| Köhler 82’ | Marcatori |  |

| Arbitro: | Haslberger |

|               |           |          |
| Stefaniak 16’ | Marcatori | 35’ Higl |

| Arbitro: | Alt |

|  |           |         |
|  | Marcatori | 6’ Röhl |

| Arbitro: | Schultes |

|                  |           |  |
| Nollenberger 82’ | Marcatori |  |

| Arbitro: | Waschitzki-Günther |

|            |           |              |
| Froese 46’ | Marcatori | 83’ Simakala |

| Arbitro: | Schwengers |

|                       |           |                         |
| Heider 20’ Köhler 69’ | Marcatori | 10’ Neudecker 63’ Jacob |

| Arbitro: | Stegemann |

|                                        |           |                                    |
| Wegner 3’, 72’ Brand 49’ Deichmann 58’ | Marcatori | 6’ (rig.), 46’ Simakala 19’ Tesche |

| Arbitro: | Speckner |

|              |           |  |
| Simakala 35’ | Marcatori |  |

| Arbitro: | Hanslbauer |

|             |           |            |
| Vermeij 80’ | Marcatori | 82’ Heider |

| Arbitro: | Burda |

|                                                                          |           |  |
| Kleinhansl 35’ Riedel 38’ (aut.) Simakala 45’ (rig.) Higl 50’ Heider 84’ | Marcatori |  |

| Arbitro: | Haslberger |

|                                      |           |                             |
| Arslan 53’ Will 57’ Kammerknecht 71’ | Marcatori | 36’ (aut.) Akoto 40’ Tesche |

| Arbitro: | Hempel |

|  |           |                            |
|  | Marcatori | 7’ Verlaat 82’ Skenderović |

| Arbitro: | Exner |

|                                             |           |                |
| Rochelt 2’, 68’ Schnellbacher 40’ Suero 90’ | Marcatori | 63’ Engelhardt |

| Arbitro: | Eckermann |

|                                               |           |                                    |
| Wulff 22’ Reddemann 59’ (aut.) Engelhardt 66’ | Marcatori | 4’ Zimmerschied 24’ (rig.) Kreuzer |

| Arbitro: | Schultes |

|                                                  |           |                                        |
| Gómez 8’ (rig.), 19’ Heider 45’ (aut.) Göbel 53’ | Marcatori | 30’ Heider 43’ Simakala 63’ Engelhardt |

| Arbitro: | Bacher |

|                           |           |          |
| Engelhardt 72’ Traoré 87’ | Marcatori | 42’ Otto |

| Arbitro: | Winter |

|  |           |                                    |
|  | Marcatori | 42’ (rig.), 51’ Simakala 68’ Wulff |

| Arbitro: | Ittrich |

|                                     |           |           |
| Engelhardt 6’ Tesche 19’ Heider 89’ | Marcatori | 37’ Dietz |

| Arbitro: | Weisbach |

|           |           |                                    |
| Gürpüz 2’ | Marcatori | 21’ Engelhardt 34’ (rig.) Simakala |

#### Girone di ritorno
| Arbitro: | Kessel |

|                 |           |                           |
| Stoppelkamp 50’ | Marcatori | 18’ Kleinhansl 36’ Tesche |

| Arbitro: | Lechner |

|                                    |           |                    |
| Engelhardt 9’ Kunze 57’ Heider 79’ | Marcatori | 21’ (rig.) Nəzərov |

| Arbitro: | Burda |

|                 |           |                                          |
| Brackelmann 19’ | Marcatori | 2’, 45’ Engelhardt 27’ Köhler 73’ Traoré |

| Arbitro: | Erbst |

|                          |           |                                           |
| Tesche 9’ Engelhardt 50’ | Marcatori | 76’ Fenninger 85’ Zejnullahu 90’ Diawusie |

| Arbitro: | Oldhafer |

|                                            |           |                    |
| Simakala 6’ Tesche 43’ Kunze 83’ Rorig 86’ | Marcatori | 90’ (rig.) Prtajin |

| Arbitro: | Sather |

|                     |           |                             |
| Günther-Schmidt 45’ | Marcatori | 65’ Simakala 67’ Engelhardt |

| Arbitro: | Aarnink |

|                         |           |  |
| Simakala 43’ Traoré 52’ | Marcatori |  |

| Arbitro: | Hempel |

|            |           |              |
| Ennali 65’ | Marcatori | 32’ Beermann |

| Arbitro: | Bauer |

|             |           |             |
| Niemann 27’ | Marcatori | 18’ Vermeij |

| Arbitro: | Brand |

|  |           |                        |
|  | Marcatori | 21’ Simakala 56’ Kunze |

| Arbitro: | Stegemann |

|  |           |            |
|  | Marcatori | 52’ Arslan |

| Arbitro: | Kessel |

|                              |           |  |
| Boyamba 39’, 70’ Verlaat 89’ | Marcatori |  |

| Arbitro: | Schwengers |

|              |           |  |
| Simakala 79’ | Marcatori |  |

| Arbitro: | Burda |

|  |           |              |
|  | Marcatori | 27’ Simakala |

| Arbitro: | Bauer |

|                                                |           |                                                 |
| Simakala 5’ (rig.), 87’, 90’ (rig.) Tesche 55’ | Marcatori | 21’ von Schroetter 33’ Möker 89’ Assibey-Mensah |

| Arbitro: | Oldhafer |

|  |           |             |
|  | Marcatori | 32’ Niemann |

| Arbitro: | Kampka |

|                            |           |                         |
| Wiemann 21’ Kleinhansl 68’ | Marcatori | 38’ Ballmert 61’ Soares |

| Arbitro: | Ballweg |

|  |           |                      |
|  | Marcatori | 68’ Tesche 83’ Rorig |

| Arbitro: | Braun |

|                        |           |             |
| Simakala 90’ Wulff 90’ | Marcatori | 48’ Njinmah |

## Statistiche

### Statistiche di squadra
| Competizione | Punti | In casa | In casa | In casa | In casa | In casa | In casa | In trasferta | In trasferta | In trasferta | In trasferta | In trasferta | In trasferta | Totale | Totale | Totale | Totale | Totale | Totale | DR  |
| Competizione | Punti | G       | V       | N       | P       | Gf      | Gs      | G            | V            | N            | P            | Gf           | Gs           | G      | V      | N      | P      | Gf     | Gs     | DR  |
| ------------ | ----- | ------- | ------- | ------- | ------- | ------- | ------- | ------------ | ------------ | ------------ | ------------ | ------------ | ------------ | ------ | ------ | ------ | ------ | ------ | ------ | --- |
| 3. Liga      | 70    | 19      | 12      | 3       | 4       | 38      | 22      | 19           | 9            | 4            | 6            | 32           | 27           | 38     | 21     | 7      | 10     | 70     | 49     | +21 |
| Totale       | 70    | 19      | 12      | 3       | 4       | 38      | 22      | 19           | 9            | 4            | 6            | 32           | 27           | 38     | 21     | 7      | 10     | 70     | 49     | +21 |

### Andamento in campionato
| Giornata  | 1 | 2 | 3  | 4  | 5  | 6  | 7  | 8  | 9  | 10 | 11 | 12 | 13 | 14 | 15 | 16 | 17 | 18 | 19 | 20 | 21 | 22 | 23 | 24 | 25 | 26 | 27 | 28 | 29 | 30 | 31 | 32 | 33 | 34 | 35 | 36 | 37 | 38 |
| --------- | - | - | -- | -- | -- | -- | -- | -- | -- | -- | -- | -- | -- | -- | -- | -- | -- | -- | -- | -- | -- | -- | -- | -- | -- | -- | -- | -- | -- | -- | -- | -- | -- | -- | -- | -- | -- | -- |
| Luogo     | C | T | C  | T  | T  | C  | T  | C  | T  | C  | T  | C  | T  | C  | T  | C  | T  | C  | T  | T  | C  | T  | C  | C  | T  | C  | T  | C  | T  | C  | T  | C  | T  | C  | T  | C  | T  | C  |
| Risultato | V | N | P  | P  | N  | N  | P  | V  | N  | V  | P  | P  | P  | V  | P  | V  | V  | V  | V  | V  | V  | V  | P  | V  | V  | V  | N  | N  | V  | P  | P  | V  | V  | V  | V  | N  | V  | V  |
| Posizione | 5 | 6 | 11 | 12 | 13 | 12 | 15 | 14 | 13 | 11 | 12 | 13 | 16 | 14 | 15 | 13 | 10 | 9  | 8  | 8  | 7  | 5  | 7  | 4  | 4  | 4  | 5  | 6  | 4  | 6  | 6  | 6  | 5  | 5  | 5  | 6  | 3  | 3  |

Legenda:

Luogo: C = Casa; T = Trasferta. Risultato: V = Vittoria; N = Pareggio; P = Sconfitta.

### Statistiche dei giocatori
| D. Adamczyk   | 6  | 0  | 1  | 0 |
| L. Beckemeyer | 0  | 0  | 0  | 0 |
| T. Beermann   | 33 | 1  | 2  | 0 |
| S. Bertram    | 0  | 0  | 0  | 0 |
| P. Chato      | 29 | 0  | 2  | 0 |
| E. Engelhardt | 32 | 11 | 6  | 0 |
| M. Gyamfi     | 35 | 0  | 11 | 0 |
| M. Haas       | 10 | 0  | 3  | 0 |
| M. Heider     | 37 | 6  | 5  | 0 |
| F. Higl       | 27 | 2  | 3  | 0 |
| D. Itter      | 1  | 0  | 0  | 0 |
| Y. Karademir  | 0  | 0  | 0  | 0 |
| F. Kleinhansl | 37 | 3  | 6  | 0 |
| L. Kunze      | 35 | 3  | 6  | 0 |
| S. Köhler     | 35 | 3  | 14 | 1 |
| P. Kühn       | 32 | 0  | 2  | 0 |
| N. Niemann    | 30 | 2  | 4  | 1 |
| E. Oduah      | 8  | 0  | 0  | 0 |
| L. Putaro     | 23 | 0  | 4  | 0 |
| H. Rorig      | 25 | 2  | 5  | 0 |
| B. Simakala   | 37 | 19 | 9  | 0 |
| R. Tesche     | 37 | 8  | 5  | 0 |
| O. Traoré     | 36 | 3  | 5  | 0 |
| M. Trapp      | 2  | 0  | 0  | 0 |
| N. Wiemann    | 11 | 1  | 0  | 0 |
| K. Wiethaup   | 0  | 0  | 0  | 0 |
| J. Wulff      | 28 | 3  | 2  | 0 |
| O. Wähling    | 5  | 0  | 0  | 0 |
| J. Zahmel     | 1  | 0  | 0  | 0 |
| B. Šatkus     | 0  | 0  | 0  | 0 |